# 大鎌

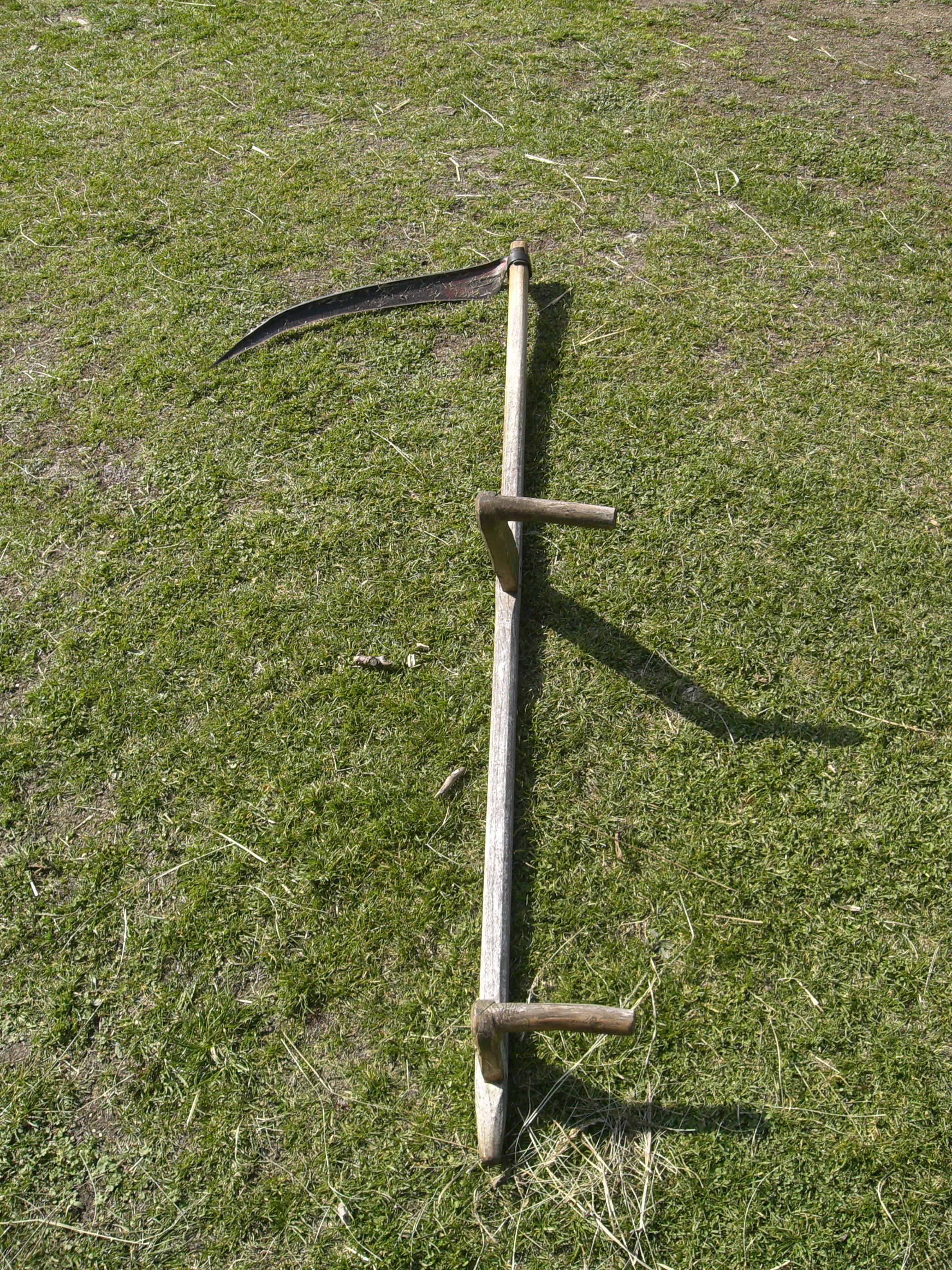
大鎌

大鎌（おおがま、サイス、サイズ、scythe）は、草を刈ったり作物を収穫するために用いられる農機具のひとつである。同様の形状で大きさの小さいものは鎌（かま、シックル、sickle）と呼ばれる。農業の機械化が進んだ現代においても、ヨーロッパやアジアの各地で用いられている。

## 構造
大鎌は、木製（または金属やプラスチック製）で長さ170cm程度（地面から使用者の顎までの長さ）の長柄（snaith、snath、sned）と、その上端の1ヶ所あるいは中央と上端の2ヶ所に設けられた短いハンドル、長柄の下端に柄からL字に突き出すように設置された長さ60-90cm程度のカーブした刃から構成される。細かい場所を刈る場合や初心者は短い刃が使いやすいとされる。
長柄にはまっすぐなものとゆるやかなS字にカーブしているものとがあるが、使用者がより使いやすいように三次元的なカーブ（ひねり）が入ったものもある。
通常は使用者から見て向かって左側に刃が突出するようにつくられている（左利き用に逆に刃がついたものも存在するが、事故を防止するために、使用に際して通常のものを用いる人と同時に作業しないようにするなどの配慮が必要である）。
大鎌の刃は鍛造でつくられることが多く、草刈り用などに用いられる場合には紙のように薄いエッジが作られる。そのため、使用中の研ぎと再鍛造が必要になる。
この鎌には鎌全体を加工硬化させるテンショニングと研磨にはピーニング（Peening）と呼ばれる刃先をハンマーで冷間鍛造して薄く伸ばし加工硬化させる特殊な方法が用いられ、普通の刃物に用いられる焼入れは一切行われない。研磨時は砥石だけを用いると薄い刃の消耗が早過ぎるので砥石の使用は最低限の仕上げと使用中のタッチアップに限られる。

## 用法

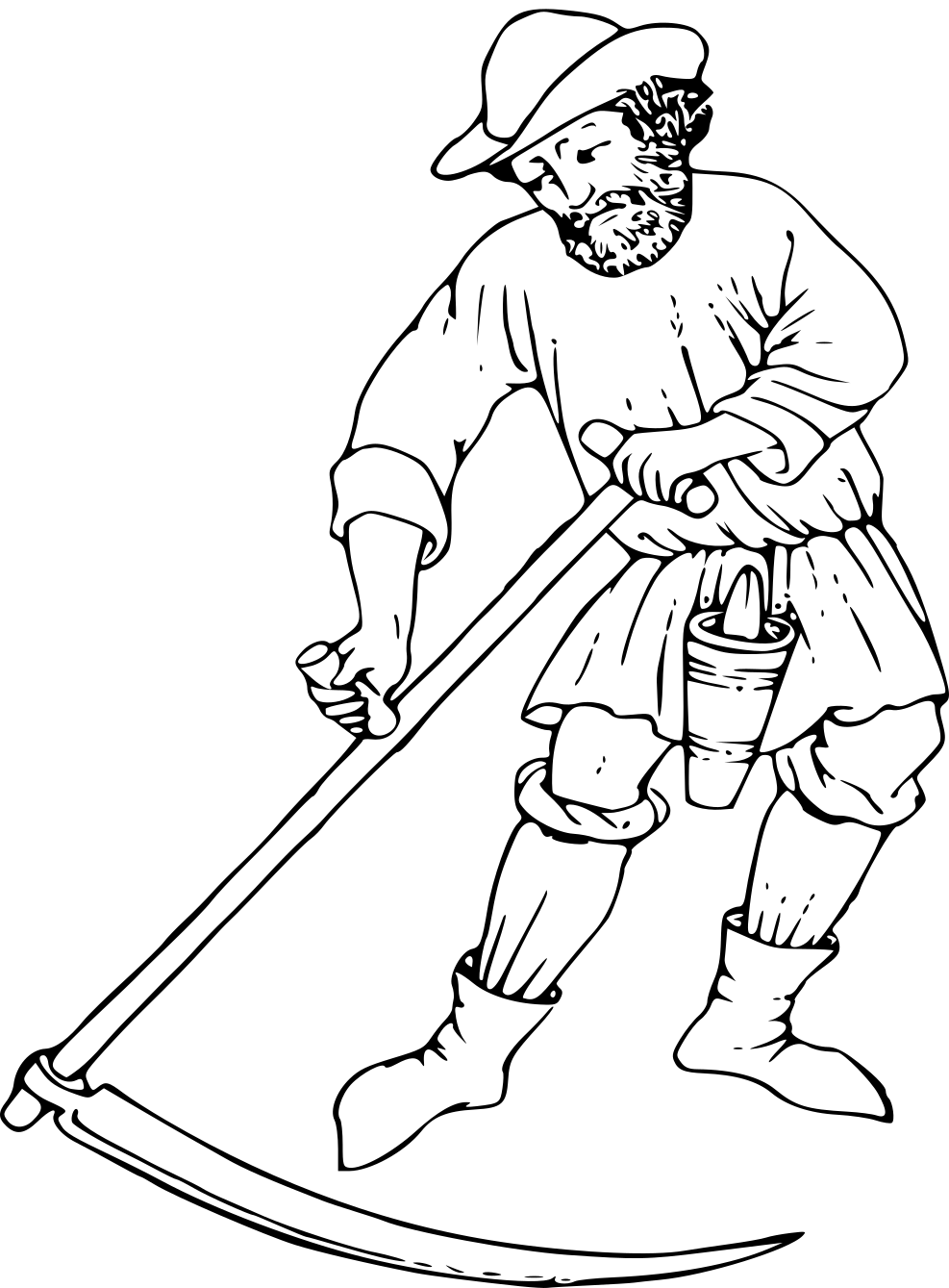
大鎌を使う農民

大鎌は草刈り(mowing)に用いられることが多いが、他の機械などによる草刈りと区別するため、特に「scything」と呼ばれることもある。
草刈り作業での動作は以下のようなものである。
1. 腕をまっすぐに伸ばして、左手で上端部のハンドルを、右手で柄の中央部もしくは中央部のハンドルを握り、刃が地面すれすれで地面と平行になるように大鎌を保持する。
2. 使用者はまず、自分の胴を右にひねるように動いて溜めをつくる。
3. 続いて胴を左にひねりながら刃を大きく動かして草などを薙ぐ。

以上の動作は一定のリズムで続けられるが、上述のように、大鎌の薄い刃を研ぐために頻繁に中断される。
正しい技術を用いれば、毎振りごとに狭い幅の草などを刈り取り続けることができる。しかしこの作業の初心者は、より広い幅の草を一度に刈ろうとして必要以上に自分の右側に切りつけてしまうというミスを犯すことが多く、これは肉体的に非常に辛い作業であるうえ、結果が伴わない。
あまり地表すれすれを切り過ぎると、刃を土で汚し、早く切れ味を落とすことになるので注意が必要である。

## 神話・伝承
大鎌は神話的存在（例えばクロノス、ヨハネの黙示録の四騎士、死神など）の持つ武器として、しばしば登場する。
これは主にキリスト教の神話的解釈における「魂の収穫者としての死」に由来するもので、同様の理由から、ヒンドゥー教の死の女神であるカーリーも大鎌を用いるとされた。

## 軍事利用
戦鎌（ウォーサイス、war scythe）は、農具として長柄と直角に取り付けられていた刃を、長柄を延長する方向に取り付けたもので、ハルバード（鉾槍）と同じ様に使用された。18から19世紀におけるポーランドの農民兵（kosynierzy）によって広く用いられた。
大鎌はまた、鎌戦車（scythed chariot、車体や車輪に鎌の刃を取り付けた二輪戦車）にも使われた。
鎌状の武器としては、トラキア人やダキア人がラテン語で鎌を意味するファルクスという武器を使用した。
16世紀の武術・武器マニアであったパウルス・ヘクトル・マイアーが著した兵法書『Arte De Athletica』から大鎌を使った戦闘例を以下に示す。

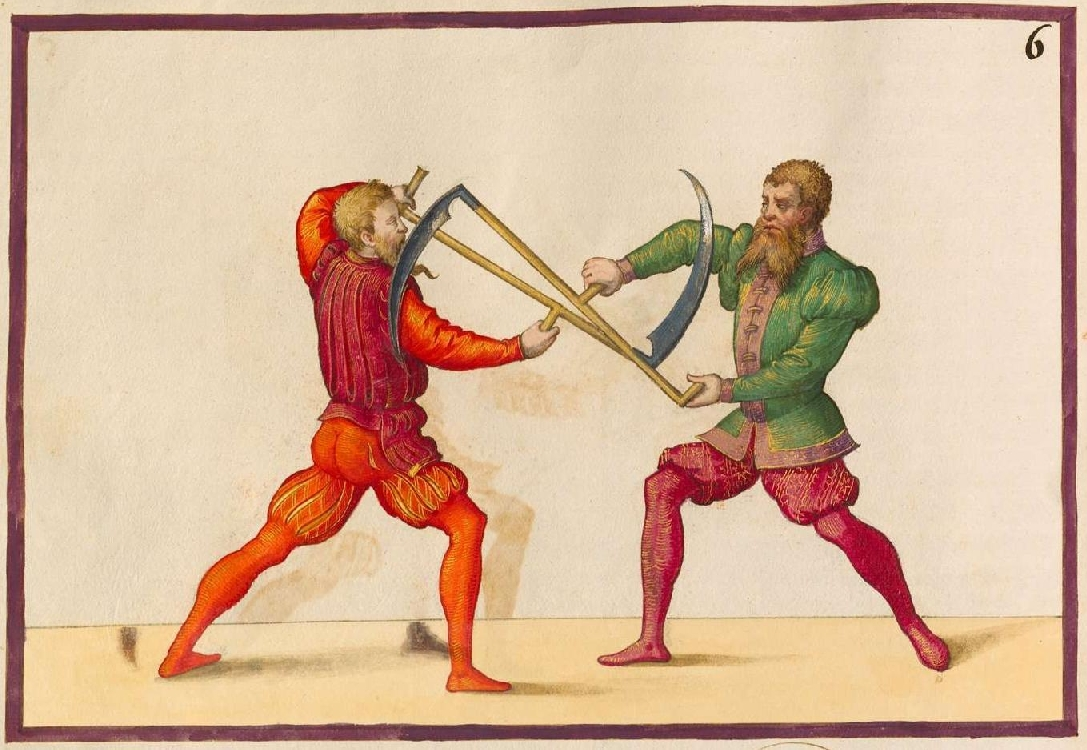
大鎌を使った戦闘例
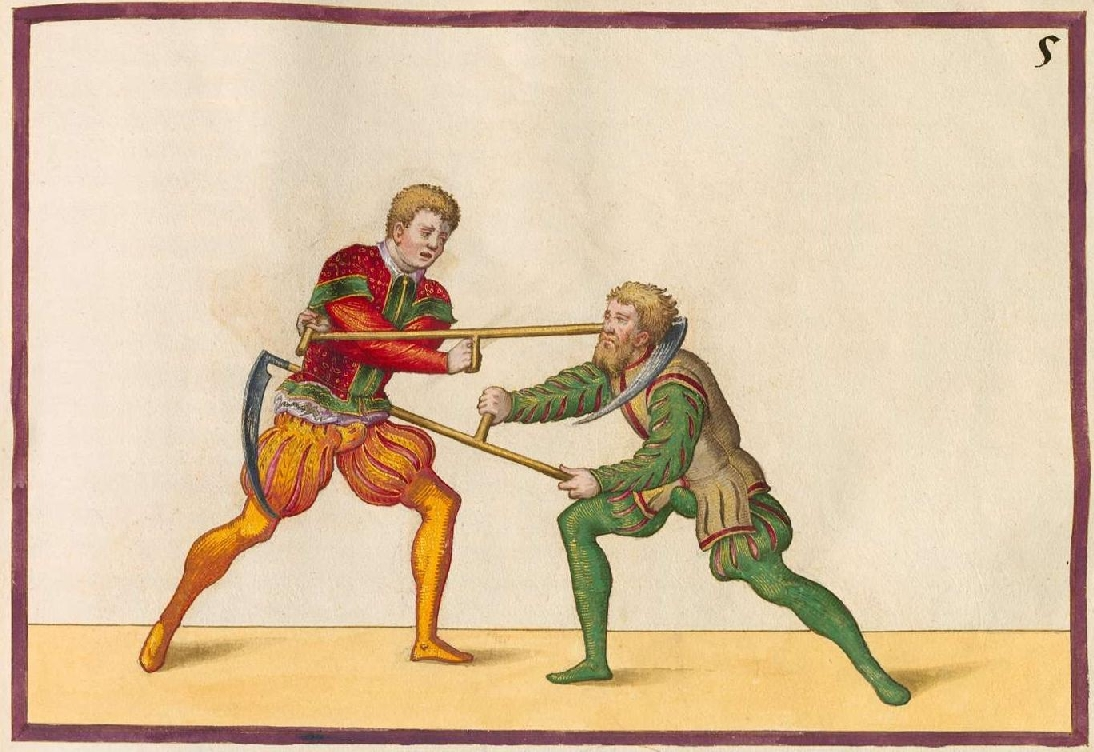
大鎌を使った戦闘例2